# 单元领导 (纳粹党)
单元领导（德語：Zellenleiter）是一个纳粹党於1930-45年间設立的政治衔级。单元领导负责领导一个纳粹党组织单元，而一个单元通常由8到12个街區组成，因此单元领导职衔是比“街区领导”（Blockleiter）要高的。